# Riding Giants
Riding Giants è un film documentario del 2004 diretto da Stacy Peralta.
Si tratta di uno dei più famosi documentario sul surf, al quale hanno collaborato surfisti importanti quali Laird Hamilton e Greg Noll.